# Le Ciel de Paris
Pour l’article homonyme, voir Le Ciel de Paris (restaurant).
Pour plus de détails, voir Fiche technique et Distribution.
Le Ciel de Paris est un film français réalisé par Michel Béna et sorti en 1992. Il s'agit de l'unique long-métrage de ce réalisateur, mort quelques mois avant la sortie du film.

## Synopsis
Après avoir quitté le Midi, Marc et Suzanne s'installent à Paris et vivent ensemble. Lors d'une séance de piscine, Suzanne a un malaise : un inconnu aide alors Marc à la sauver. Le trio devient inséparable et joue le jeu d'une amitié indéfectible. Marc s'éprend de l'inconnu, mais ce dernier est plutôt attiré par Suzanne…

## Fiche technique
- Titre : Le Ciel de Paris
- Réalisateur : Michel Béna
- Scénario : Michel Béna, Isabelle Coudrier-Kleist et Cécile Vargaftig
- Production : Alain Sarde et Christine Gozlan
- Distributeur : Pan-Européenne
- Photographie : Jean-Marc Fabre
- Ingénieur du son : Vincent Arnardi et Jean-Pierre Duret
- Musique : Jorge Arriagada
- Chanson : Dans les airs, Hubert Engammare et Jorge Arriagada
- Décorateur : Sylvia Laquerbe
- Assistant-réalisateur : Lionel Champaud, Stéphane Ducret et Hubert Engammare
- Monteur : Catherine Schwartz
- Format : couleurs
- Date de sortie :  15 janvier 1992
- Genre : drame
- Durée : 90 min

## Distribution
- Sandrine Bonnaire : Suzanne
- Marc Fourastier : Marc
- Paul Blain : Lucien
- Évelyne Bouix : Clothilde
- Tanya Lopert : la fleuriste
- Pierre Amzallag : Théo
- Xavier Beauvois : soupirant
- Pascal Bonitzer : homme au téléphone
- Armand Delcampe : père de Lucien
- Niels Dubost : Pierre
- Françoise Patou : vendeuse vêtements
- Marie-Laure Wicke : sœur de Marc